# Tunnerstad
Tunnerstad è un'area urbana della Svezia situata nel comune di Jönköping, contea di Jönköping.
La popolazione risultante dal censimento 2010 era di 295 abitanti.